# Massacre River (vattendrag i Dominica)
Massacre River är ett vattendrag i Dominica.   Det ligger i parishen Saint Paul, i den södra delen av landet, 6 km norr om huvudstaden Roseau.